# Monarhie ereditară
Monarhia ereditară este o formă de guvernare și succesiune de putere în care tronul trece de la un membru al unei familii conducătoare la un alt membru al aceleiași familii. O serie de conducători din aceeași familie constituie o dinastie.